# Daniel Desnoyers
 (juillet 2022).
 (février 2025).
Motif : Page promo. Où sont les sources ? Rien depuis 2022...
- Archive Wikiwix
- Bing
- Cairn
- DuckDuckGo
- E. Universalis
- Gallica
- Google
- G. Books
- G. News
- G. Scholar
- Persée
- Qwant
- (zh) Baidu
- (ru) Yandex
- (wd) trouver des œuvres sur Wikidata

| 1. | Préciser le motif de la pose du bandeau. | Précisez le motif de la pose du bandeau en utilisant la syntaxe suivante : {{admissibilité à vérifier\|date=mars 2025\|motif=remplacez ce texte par le motif}}                        |
| 2. | Informer les utilisateurs concernés.     | Pensez à avertir le créateur de l'article, par exemple, en insérant le code ci-dessous sur sa page de discussion : {{subst:avertissement admissibilité à vérifier\|Daniel Desnoyers}} |

Pour les articles homonymes, voir Desnoyers.
Daniel Desnoyers, ou également connu sous son nom de scène Dan D-Noy, est un DJ québécois et propriétaire de D-Noy Muzik. Dan Desnoyers est le DJ officiel du Canada pour les clubs de la chaîne Pacha.
Il est connu pour la chanson Good World qui a été un succès en Europe[Où ?] et son titre I Said est monté dans le top 10 du palmarès dance canadien.

## Biographie
Producteur, réalisateur, ingénieur de son, mixeur, remixeur et concepteur de disques, Daniel Desnoyers finit par fonder en juin 1999 sa propre étiquette, DKD D-Noy Muzik, au sein du Groupe Donald K. Donald. En 2003, DKD D-Noy Muzik devient D-Noy Muzik, dont le seul et unique propriétaire est dorénavant Daniel Desnoyers.
En juin 2000, Daniel Desnoyers créa la compilation Touchdown 2000 pour les cheerleaders des Alouettes de Montréal. Il a aussi créé la série Spin (vol. 1 à vol. 6). Il est au début des années 2000 coanimateur et DJ de l'émission radiophonique Le Beat sur Énergie, diffusée sur l'ensemble du réseau le vendredi soir, qui comptera 1 700 000 auditeurs. Cette émission engendre les compilations Le Beat, vol. 1 à vol. 6.
Le 15 juin 2004, il fait paraître Tandem comprenant 30 titres house répartis sur deux disques, mixés par Dan D-Noy et Antoine Clamaran. Le 17 juillet 2004, Daniel Desnoyers déménageait ses tables tournantes du Énergie à la station de radio montréalaise CKOI 96,9 pour coanimer une émission appelée Spin. Les compilations Power Spin, Vol. 1 à 3, paraîtront à la même époque. En 2005, Daniel Desnoyers commence une série nommée Le Nightclub, Vol. 1 à 3 à saveur vocal house.
En août 2006, Daniel Desnoyers retourne travailler pour le Énergie et anime l'émission radiophonique Le Party 5 à 8, suivie par Pure Dan Desnoyers. Dans cette émission, Dan Desnoyers joue les toutes dernières nouveautés ainsi que les demandes spéciales des auditeurs. Deux nouvelles séries de compilations, In Da House et Club Sound, suivront. Dan a quitté la radio au mois d'août 2010.
En mai 2014, Dan D-Noy signe avec Ultra Records et mixe la compilation Ultra Mix 6 pour le label.
Après un passage au Pacha Club d’Ibiza en Espagne, Pacha Records Label et D-Noy Muzik s'associent pour créer la compilation Live at Pacha Club Ibiza (2007). Trois autres compilations du même genre sont créées à la suite de ses prestations au Pacha Club Egypt, Live at Pacha Club Egypt Sharm El Sheikh (2008), au Pacha Club Brazil, Live at Pacha Club Brazil São Paulo (2009), au Pacha Club Moscow, Live at Pacha Club Moscow (2010) et Pacha Ibiza (2014).
En 2018, Dan D-Noy célèbre ses 30 ans de carrière. Sa pièce There with you (Feat. Margau & Garrett Raff) V.F est l'un des hits radio de l'été 2018.
Sa chanson ‘’Prêt à tout’’ avec Adamo et Doug St-Louis devient la chanson officielle de la campagne télé Telus pour la saison été 2021 et dans la même période Dan D-Noy signe la trame sonore de la campagne télé Vincent d’Amérique avec la participation de Georges St-Pierre.
Desnoyers est l’un des rares artistes québécois à se mériter un disque diamant pour plus d’un million d’albums vendus en carrière de ses compilations: DanseXpress, Spin, Le Beat, Power Spin, Le Nightclub, In Da House, Club Sound, Pacha, Summer Session et Winter Session. Il effectue toujours une centaine de prestations par année dans différents clubs de la province, du Canada, de l’Europe[Où ?] et des États-Unis.

## Compositions
| Année | Titre                           | Avec          |
| ----- | ------------------------------- | ------------- |
| 2004  | "4 Ladies"                      | Peakafeller   |
| 2004  | "I Said"                        |               |
| 2005  | "Can You Hear The Butterflies"  | Blossom       |
| 2006  | "Good World"                    | Pepper MaShay |
| 2007  | "Be Free"                       | Danick        |
| 2007  | "Time 2 Move"                   | Peakafeller   |
| 2008  | "Moon Sharm"                    |               |
| 2008  | "Change My Life"                | Rick Hughes   |
| 2008  | "Love Is Like Muzik"            | Rick Hughes   |
| 2009  | "Flight 121"                    |               |
| 2009  | "Tekmachine"                    |               |
| 2009  | "Been There Done That!"         |               |
| 2009  | "Daba Dabi"                     |               |
| 2009  | "Call Me Love"                  | Lulu Hughes   |
| 2010  | "Turn It Around"                |               |
| 2010  | "I Said 2010 "I'm With The DJ"" |               |
| 2010  | "Kalinka"                       |               |
| 2010  | "Kick The Ground"               |               |
| 2010  | "You Gotta Do It"               |               |
| 2011  | "Back Again"                    |               |
| 2011  | "The Clown Song"                | Peakafeller   |
| 2011  | "5 O'Clock"                     |               |
| 2011  | "Be A Star"                     |               |

| Année | Titre                               | Avec                        |
| ----- | ----------------------------------- | --------------------------- |
| 2012  | "Rock My World Tonight"             | Jodee                       |
| 2012  | "Drop The Bomb"                     | Midaz & Ellie               |
| 2012  | "Eh Walla"                          |                             |
| 2012  | "A-One"                             |                             |
| 2012  | "It Wasn't Me"                      |                             |
| 2012  | "Tear It Up"                        | Sandy Duperval              |
| 2013  | "It Goes On"                        | Jodee & P-A                 |
| 2013  | "See Ya (At The Club)"              |                             |
| 2013  | "No War Call"                       |                             |
| 2013  | "Go!"                               |                             |
| 2014  | "Take Me Back"                      | Sandy Duperval              |
| 2014  | "Unbreakable"                       |                             |
| 2014  | "Can You Hear The Butterflies 2014" | Blossom                     |
| 2015  | "Bad Habit"                         |                             |
| 2016  | "Keep It Going"                     | Candela & WyseMan           |
| 2017  | "Just Take My Hand"                 | Nico Larsson & Matt Shelby  |
| 2017  | "Take Over Me"                      | Tina DeCara & Lewis Rayn    |
| 2017  | "No Destination"                    | Nick Kyz & Rough Gentlemen  |
| 2018  | "Satellite"                         | Jesse Owen & Rama Duke      |
| 2018  | "There with you"                    | Molio, Margau, Garrett Raff |
| 2018  | "I'll Be Your Island"               | Georgette,                  |
| 2019  | "Prêt à Tout"                       | Adamo, Doug St-Louis        |
| 2020  | "Te Revoir"                         | Koraly                      |

## Remix
| Année | Titre                         | Par                                        |
| ----- | ----------------------------- | ------------------------------------------ |
| 2006  | "I'll Be Your Light"          | Kristine W                                 |
| 2006  | "Rock Bitch"                  | Plastic Funk                               |
| 2007  | "You You You"                 | James Kakande                              |
| 2008  | "Together"                    | Bob Sinclar                                |
| 2009  | "Love You No More"            | Bob Sinclar feat. Shabba Ranks             |
| 2010  | "What U Like"                 | Teo Moss feat. Daniel Shems & Phylly       |
| 2010  | "I Wanna"                     | Bob Sinclar & Sahara feat. Shaggy          |
| 2010  | "Rainbow Of Love"             | Bob Sinclar feat. Ben Onono                |
| 2011  | "You Can Leave Your Hat On"   | Miss Ketty                                 |
| 2011  | "Move Up & Down"              | Mademoiselle Luna & Miss Autumn Leaves     |
| 2011  | "Falling"                     | Danny Dove & Ben Preston feat. Susie Ledge |
| 2012  | "Crazy"                       | Evâa Pearl feat. Humphrey                  |
| 2012  | "Rock The Casbah"             | Tradelove                                  |
| 2012  | "Señorita"                    | Eddy Wata                                  |
| 2012  | "Back To The Hustle"          | Greenwich Village Syndicate                |
| 2012  | "You See The Trouble With Me" | Black Legend                               |
| 2012  | "Superstar"                   | Eddy Wata                                  |
| 2012  | "Bonito"                      | Joe Rivetto et Mol & Ben                   |
| 2012  | "Viva Las Vegas"              | Tony Sylla & Yves Larock                   |
| 2012  | "Pum Back"                    | Tradelove                                  |
| 2013  | "Rainbow"                     | Gold1 & Trina feat. Nicki Minaj            |
| 2013  | "My Season"                   | Dor Dekel & Itay Kalderon feat. Eddy Wata  |
| 2013  | "Dance For Life"              | Gold 1 feat. Flo Rida & Shun Ward          |
| 2014  | "In All Your Glory"           | Spada & Bonnie Rabson                      |
| 2018  | "There with you"              | Kalvaro                                    |